# 石宇奇
石 宇奇 （せき うき、シー・ユーチー、英: Shi Yu Qi、1996年2月28日 - ）は、中華人民共和国の男子バドミントン選手。BWF世界ランキング最高位は1位。

## 経歴
2018年、インド・オープン、全英オープンで優勝。同年の世界選手権では決勝で日本の桃田賢斗に敗れ準優勝となった。
2024年6月11日付けのBWF世界ランキングで、キャリハイの1位にランクイン。
2024年パリオリンピックでは、予選グループリーグを1位通過。しかし準々決勝で、クンラブット・ビチットサーンに敗れて敗退。これがキャリア最後のオリンピックだったと語った。

## 謹慎
2020年に開催されたトマス杯の準決勝、日本の桃田賢斗との試合の2セット目の5-20の場面で、桃田がサーブを打つ直前に石は怪我を理由に試合の棄権を要求。この行為はスポーツマンシップに欠ける行為として多くのファン等の怒りを買ってしまい、様々な論争を巻き起こし物議を醸した。
この事態を受け、中国バドミントン協会は石に対し、1年間の国際大会の謹慎処分を下した。